# Bob Verweij
Bob Verweij (De Meern (Utrecht), 13 augustus 1986) is een Nederlands voormalig profvoetballer die als verdediger speelde.
Verweij speelde tot zijn zeventiende bij USV Elinkwijk en kwam toen bij N.E.C. waar hij op 13 mei 2007 debuteerde in een playoff-wedstrijd tegen Sparta Rotterdam. Op 11 januari 2008 maakt hij zijn debuut in de eredivisie tegen FC Twente. 
Na afloop van het seizoen 2007/08 werd zijn contract bij N.E.C. niet verlengd en ging hij spelen bij de Groesbeekse club Achilles '29. Hier vertrok hij in de winterstop en in februari 2009 was hij in Finland op proef bij FC Inter Turku. Hij speelde mee in twee duels om de Liigacup maar dit kreeg geen vervolg. Van medio 2009 tot 2011 speelde Verweij voor USV Elinkwijk. In 2011 ging hij naar VV De Meern waar hij zijn loopbaan in 2017 besloot.